# Banu l-Kayn
Banu l-Qayn (àrab: بنو القين, Banū l-Qayn) fou el nom d'una o diverses tribus àrabs.
La principal pertanyé al grup dels kudaa i el seu ancestre seria Numan ibn Jasr de malnom al-Qayn ibn Jasr (qayn = treballador del ferro); es creu que alguns es van fer musulmans vers el 629 però una part s'hi va oposar i va lluitar contra els musulmans a Muta i potser a altres indrets. La seva islamització es va completar després de la conquesta de Síria on habitaven. Són esmentats per darrera vegada a les lluites tribals de Damasc el 792. El seu personatge més notable fou el poeta Abu-t-Tamahan, uns anys anterior a Mahoma.
Almenys tres altres grups portaven el mateix nom:
- els Qayn, suposada fracció dels Àssad
- els Qayn, ferrers, a les mines de Banu Sulaym a Faran
- els Qayn, fracció dels Bali

Pel seu nom se'ls ha identificat de vegades en els quenites del Nou Testament, però sense cap prova.